# Trevor Noah
Trevor Noah (Joanesburgo, 20 de fevereiro de 1984) é um comediante, apresentador, locutor e ator sul-africano. É o atual apresentador do programa The Daily Show, tendo sucedido a Jon Stewart em 2015.

## Biografia
Trevor nasceu em Joanesburgo, na África do Sul. A sua mãe, Patricia Nombuyiselo Noah, era uma mulher negra de origem Xhosa, e o seu pai, Robert, era branco de origem suíça-alemão. Trevor frequentou a Maryvale College, uma escola católica privada em Joanesburgo. Na altura em que nasceu, a relação dos seus pais era ilegal em virtude do Apartheid e a sua mãe chegou a ser presa e obrigada a pagar uma multa. O pai de Trevor regressou à Suíça durante a sua infância, pelo que ele foi criado pela sua avó, Nomalizo Frances Noah. Trevor foi um frequentador assíduo da igreja durante a sua infância.

Trevor tem dois meios-irmãos mais novos, filhos do segundo marido da sua mãe, Ngisaveni Shingange, de quem acabou por se divorciar. Em 2009, quando ficou noiva de outro homem, Ngisaveni alvejou-a na face e na coluna; ele não conseguiu disparar mais porque a sua arma encravou. Mais tarde, Ngisaveni ameaçou matar Trevor. Em 2011, Ngisavenifoi condenado por tentativa de homicídio. Trevor afirmou que esperava que a atenção que o caso atraiu servisse para chamar a atenção para o problema da violência doméstica na África do Sul: 
"A minha mãe pediu ajuda à polícia durante muitos anos devido à violência doméstica e ao abuso que sofreu, mas não fizeram nada. Esta é a norma na África do Sul. As queixas desaparecem e os casos nunca chegam a tribunal."

## Carreira
Trevor foi um dos protagonistas da telenovela sul-africana Isidingo em 2002 quando tinha 18 anos. Nessa altura teve o seu primeiro programa de rádio, "Noah's Ark" na estação YFM. Entre 2004 e 2006, Trevor apresentou o programa infantil "Run The Adventure" no canal SABC 2. Em 2007 apresentou um programa de celebridades, The Real Goboza, no canal SABC 1, e Siyadlala, um programa de desporto no mesmo canal.

Em 2008 apresentou com Pabi Moloi o programa The Amazing Date e foi um dos concorrentes do programa Strictly Come Dancing. Em 2009 apresentou a cerimónia de prémios de cinema e televisão, South Africa Film and Television Awards e o programa The Axe Sweet Life, um reality show, com Eugene Khoza. No ano seguinte, apresentou a cerimónia de prémios de música South African Music Awards e teve o seu primeiro programa em nome próprio, Tonight with Trevor Noah, no canal MNet (na segunda temporada, o programa passou para o Mzansi Magic Channel). Ainda nesse ano, Trevor assinou um contrato de publicidade com o Cell C, o terceiro maior serviço de telecomunicações da África do Sul.
Trevor participou em vários espetáculos de comédia sul-africanos, incluindo o "The Blacks Only Comedy Show", o "Heavyweight Comedy Jam", o "Vodacom Campus Comedy Tour", o "Cape Town International Comedy Festival", o "Jozi Comedy Festival", e o "Bafunny Bafunny" (2010). Os seus espetáculos em nome próprio na África do Sul incluíram: The Daywalker (2009), Crazy Normal (2011), That's Racist (2012), e It's My Culture (2013).
Trevor mudou-se para os Estados Unidos em 2011. No dia 6 de janeiro de 2012, Trevor tornou-se no primeiro comediante sul-africano a participar no The Tonight Show e, em 17 de maio de 2013, no primeiro a participar no Late Show with David Letterman.
No mesmo ano, estreou You Laugh But It's True, um documentário sobre a sua vida. Ainda nesse ano lançou o seu espetáculo a solo, Trevor Noah: The Racist, baseado num outro espetáculo que já tinha apresentado no África do Sul. Apresentou ainda o "Roast" do cantor sul-africano Steve Hofmeyr no canal Comedy Central.
Em 2013, apresentou e lançou em DVD o espetáculo Trevor Noah: African American. No dia 11 de outubro de 2013 participou no programa britânico, QI.  No dia 29 de novembro de 2013 fez parte de uma das equipas do programa 8 Out of 10 Cats, do Channel Four. Regressou ao programa em 12 de setembro de 2014.
Noah foi o apresentador dos Grammy Awards de 2021.

### The Daily Show
Em dezembro de 2014, Trevor juntou-se à equipa do The Daily Show. Três meses depois, em março de 2015, o canal Comedy Central anunciou que Trevor tinha sido escolhido para suceder Jon Stewart como apresentador do programa. O seu primeiro programa como apresentador foi para o ar no dia 28 de setembro de 2015.

## Polêmica
Poucas horas depois de a Comedy Central revelar que Trevor seria o novo apresentador do The Daily Show, alguns dos seus tweets foram alvo de controvérsia. Nomeadamente, algumas piadas que tinha feito em relação a mulheres e a judeus.. Trevor respondeu às críticas num tweet, afirmando: "Reduzir as minha opiniões a meia-dúzia de piadas que não resultaram não constitui uma expressão verdadeira do meu caráter, nem da minha evolução como comediante". A Comedy Central defendeu Trevor num comunicado de imprensa: "À semelhança de outros comediantes, Trevor ultrapassa os limites: é provocador e não poupa ninguém, incluindo ele próprio... É injusto julgá-lo a ele ou à sua comédia com base em algumas piadas. Trevor é um comediante talentoso com um futuro que promete ser brilhante na Comedy Central". Mary Kluk, a presidente de uma associação judaica sul-africana, afirmou que as piadas não demonstravam qualquer tipo de preconceito em relação ao judeus e que se enquadravam no estilo de comédia de Trevor.

## Vida pessoal
Trevor é poliglota. Fala Inglês, Alemão, Xhosa, Zulu, Sotho, e Afrikaans.
Trevor afirma que é progressista.
Noah se descreveu como sendo progressista e tendo uma perspectiva global. No entanto, ele esclareceu que se considera uma "pessoa progressista", mas não um "progressista político" e prefere não ser classificado como de direita ou de esquerda no contexto do partidarismo dos EUA.
Em abril de 2018, ele fundou a Trevor Noah Foundation como uma organização sem fins lucrativos com sede em Joanesburgo que equipa órfãos e jovens vulneráveis com a educação, habilidades de vida e capital social necessários para buscar mais oportunidades.
Noah foi escolhido como orador do Dia da Classe para a Classe de 2021 da Princeton University. Ele fez seu discurso virtualmente no sábado, 15 de maio de 2021, e foi nomeado membro honorário da Classe de 2021.

## Filmografia

### Cinema
| Ano  | Título                  | Papel       | Notas        |
| ---- | ----------------------- | ----------- | ------------ |
| 2011 | You Laugh But It's True | Ele próprio | Documentário |
| 2012 | Mad Buddies             | Bookie      |              |

### Televisão
| Ano          | Título                                        | Papel                        | Notas                                                               |
| ------------ | --------------------------------------------- | ---------------------------- | ------------------------------------------------------------------- |
| 2002         | Isidingo                                      | Ele próprio                  | 2 episódios                                                         |
| 2008         | The Amazing Date                              | Ele próprio (apresentador)   | 13 episódios                                                        |
| 2009         | Trevor Noah: The Daywalker                    | Ele próprio                  | Especial de Stand-up                                                |
| 2010–2011    | Tonight with Trevor Noah                      | Ele próprio (apresentador)   | 26 episódios; também foi criador, produtor executivo e argumentista |
| 2011         | Trevor Noah: Crazy Normal                     | Ele próprio                  | Especial de stand-up                                                |
| 2012         | Trevor Noah: That's Racist                    | Ele próprio                  | Especial de stand-up                                                |
| 2012         | Comedy Central Roast of Steve Hofmeyr         | Ele próprio (apresentador)   | Especial de TV                                                      |
| 2012         | Gabriel Iglesias Presents Stand Up Revolution | Ele próprio                  | Episódio: "2.1"                                                     |
| 2013         | Trevor Noah: African American                 | Ele próprio                  | Stand-up                                                            |
| 2013         | Trevor Noah: It's My Culture                  | Ele próprio                  | Stand-up                                                            |
| 2013         | QI                                            | Ele próprio (convidado)      | Series K Episódio 6 "Killers"                                       |
| 2013         | Live at the Apollo                            | Ele próprio                  | Series 9 Episódio 1                                                 |
| 2014         | Trevor Noah: NationWILD                       | Ele próprio                  | Stand-up                                                            |
| 2014–2015    | The Daily Show with Jon Stewart               | Ele próprio (Correspondente) | 5 episódios                                                         |
| 2015         | Red Nose Day 2015 (UK)                        | Ele próprio (participante)   | 2015 Telethon                                                       |
| 2015         | The John Bishop Show                          | Ele próprio                  | Series 1 Episódio 1                                                 |
| 2015         | Would I Lie to You                            | Ele próprio (convidado)      | Series 9 Episódio 6                                                 |
| 2015–present | The Daily Show with Trevor Noah               | Ele próprio (Apresentador)   | Também: Produtor executivo e argumentista                           |

## Prémios
| Ano  | Prémio                                                           | Trabalho                                                         | Ref.   |
| ---- | ---------------------------------------------------------------- | ---------------------------------------------------------------- | ------ |
| 2012 | South African Comics' Choice Award for Comic of the Year         | South African Comics' Choice Award for Comic of the Year         | [ 40 ] |
| 2014 | South African Savanna Comics' Choice Award for Comic of the Year | South African Savanna Comics' Choice Award for Comic of the Year | [ 41 ] |
| 2014 | MTV Africa Music Award for Personality of the Year               | MTV Africa Music Award for Personality of the Year               | [ 42 ] |
| 2015 | MTV Africa Music Award for Personality of the Year               | MTV Africa Music Award for Personality of the Year               |        |